# پارژ (استان اوپوله)
پارژ (به لهستانی: Paryż) یک منطقهٔ مسکونی در لهستان است که در گمینا پوکوی واقع شده‌است.